# 波兰青年联盟

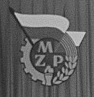
波兰青年联盟标志

波兰青年联盟（波蘭語：Związek Młodzieży Polskiej，缩写为ZMP）是波兰历史上的一个共产主义青年组织，为波兰工人党和波兰统一工人党的青年翼。
1948年7月22日，在波兰工人党当局的压力下，工人大学协会青年组织、民主青年联盟、波兰共和国农村青年联盟“维奇”与青年斗争联盟在弗罗茨瓦夫举行波兰青年团结大会，合并为波兰青年联盟。1948年，它的会员数不到50万；1951年，超过100万；1955年，超过200万。1955年，该组织开始停止活动；1956年波兰十月事件期间，该组织事实上瓦解；随后，它的许多积极分子加入工人青年联盟。1957年1月10日—11日，该组织正式解散；在此前几天（1957年1月3日），社会主义青年联盟成立，取代它的角色。
该组织一度负责监管波兰的童军（波兰青年联盟童军组织）。该组织的成员制服包括绿色衬衫和红色领带。